# Lista momentów bezwładności
Momenty bezwładności ciał mają wymiar fizyczny masa × długość². Jednostką miary momentu bezwładności w układzie SI jest kg×m².

## Lista momentów bezwładności
| Opis | Rysunek                                                             | Moment bezwładności | Uwagi |
| --- | ------------------------------------------------------------------- | --- | --- |
| Cienkościenna cylindryczna rura o promieniu {\displaystyle r} i masie {\displaystyle m} |                                                                     | {\displaystyle I=mr^{2}} | – |
| Cylindryczna rura o wewnętrznym promieniu {\displaystyle r_{1},} zewnętrznym promieniu {\displaystyle r_{2}} i masie {\displaystyle m}                                                                                               |                                                                     | {\displaystyle I={\frac {1}{2}}m({r_{2}}^{2}+{r_{1}}^{2})}                                                                                                  | Dla {\displaystyle r_{1}=0} pełny walec, dla {\displaystyle r_{1}=r_{2}} rura cienkościenna.                                                      |
| Cylindryczna rura o wewnętrznym promieniu {\displaystyle r_{1},} zewnętrznym promieniu {\displaystyle r_{2},} długości {\displaystyle h} i gęstości {\displaystyle \rho }                                                            | {\displaystyle I={\frac {1}{2}}\pi \rho ({r_{2}}^{4}-{r_{1}}^{4})h} | | Dla {\displaystyle r_{1}=0} pełny walec, dla {\displaystyle r_{1}=r_{2}} rura cienkościenna.                                                      |
| Pełny walec o promieniu {\displaystyle r,} wysokości {\displaystyle h} i masie {\displaystyle m} |                                                                     | {\displaystyle I_{z}={\frac {1}{2}}mr^{2}} {\displaystyle I_{x}=I_{y}={\frac {1}{12}}m(3r^{2}+h^{2})}                                                       | – |
| Cienki dysk o promieniu {\displaystyle r} i masie {\displaystyle m} |                                                                     | {\displaystyle I_{z}={\frac {1}{2}}mr^{2}} {\displaystyle I_{x}=I_{y}={\frac {1}{4}}mr^{2}}                                                                 | – |
| Wypełniona kula o promieniu {\displaystyle r} i masie {\displaystyle m} |                                                                     | {\displaystyle I={\frac {2}{5}}mr^{2}} | – |
| Sfera o promieniu {\displaystyle r} i masie {\displaystyle m} |                                                                     | {\displaystyle I={\frac {2}{3}}mr^{2}} | – |
| Stożek kołowy prosty o promieniu podstawy {\displaystyle r,} wysokości {\displaystyle h} i masie {\displaystyle m} |                                                                     | {\displaystyle I_{z}={\frac {3}{10}}mr^{2}} {\displaystyle I_{x}=I_{y}={\frac {3}{5}}m\left({\frac {r^{2}}{4}}+h^{2}\right)}                                | – |
| Prostopadłościan o wysokości {\displaystyle h,} długości {\displaystyle w,} szerokości {\displaystyle d} i masie {\displaystyle m}                                                                                                   |                                                                     | {\displaystyle I_{h}={\frac {1}{12}}m(w^{2}+d^{2})} {\displaystyle I_{w}={\frac {1}{12}}m(h^{2}+d^{2})} {\displaystyle I_{d}={\frac {1}{12}}m(h^{2}+w^{2})} | Dla podobnie ułożonego sześcianu o krawędziach długości {\displaystyle s} i masie {\displaystyle m,} {\displaystyle I_{CM}={\frac {1}{6}}ms^{2}.} |
| Pręt o długości {\displaystyle L} i masie {\displaystyle m} |                                                                     | {\displaystyle I_{srodek}={\frac {1}{12}}mL^{2}+J} | Gdzie J jest momentem bezwładności przekroju |
| Pręt o długości {\displaystyle L} i masie {\displaystyle m} |                                                                     | {\displaystyle I_{koniec}={\frac {1}{3}}mL^{2}} | Dla zaniedbywalnie małej grubości pręta. |
| Torus o promieniu {\displaystyle R,} masie {\displaystyle m} i promieniu przekroju {\displaystyle r} |                                                                     | {\displaystyle I_{srodek}=m\left(R^{2}+{\frac {3}{4}}r^{2}\right)}                                                                                          | – |
| Bryły obrotowej o masie {\displaystyle m} powstałej przez obrót figury płaskiej ograniczonej osiami {\displaystyle x} i {\displaystyle y,} prostą {\displaystyle x=a} oraz krzywą {\displaystyle y=f(x)} wokół osi {\displaystyle x} |                                                                     | {\displaystyle I={\frac {1}{2}}m{\frac {\int \limits _{0}^{a}f^{4}(x)dx}{\int \limits _{0}^{a}f^{2}(x)dx}}}                                                 | – |

## Momenty bezwładności figur płaskich
Momenty bezwładności figur płaskich mają wymiar długość4.
Osiowe momenty bezwładności względem osi x przechodzącej przez środek ciężkości, chyba że jest wyszczególnione inaczej:
| Rysunek poglądowy | Geometryczny moment bezwładności                                                            | Wskaźnik wytrzymałości | Uwagi |
| ----------------- | ------------------------------------------------------------------------------------------- | --- | ----- |
|                   | {\displaystyle I_{x}={\frac {\pi d^{4}}{64}}} {\displaystyle I_{0}={\frac {\pi d^{4}}{32}}} | {\displaystyle W_{x}={\frac {\pi d^{3}}{32}}} {\displaystyle W_{s}={\frac {\pi d^{3}}{16}}}                                                                                | –     |
|                   | {\displaystyle I_{x}={\frac {\pi (D^{4}-d^{4})}{64}}}                                       | {\displaystyle W_{x}={\frac {\pi }{32}}\cdot {\frac {(D^{4}-d^{4})}{D}}} {\displaystyle W_{s}={\frac {\pi }{16}}\cdot {\frac {(D^{4}-d^{4})}{D}}}                          | –     |
|                   | {\displaystyle I_{x}={\frac {\pi a^{3}b}{4}}}                                               | {\displaystyle W_{x}={\frac {\pi a^{2}b}{4}}} | –     |
|                   | {\displaystyle I_{x}={\frac {h^{4}}{12}}}                                                   | {\displaystyle W_{x}={\frac {h^{3}}{6}}} | –     |
|                   | {\displaystyle I_{x}={\frac {h^{4}}{12}}}                                                   | {\displaystyle W_{x}={\frac {{\sqrt {2}}h^{3}}{12}}} | –     |
|                   | {\displaystyle I_{x}={\frac {H^{4}-h^{4}}{12}}}                                             | {\displaystyle W_{x}={\frac {1}{6}}\cdot {\frac {H^{4}-h^{4}}{H}}} | –     |
|                   | {\displaystyle I_{x}={\frac {H^{4}-h^{4}}{12}}}                                             | {\displaystyle W_{x}={\frac {\sqrt {2}}{12}}\cdot {\frac {H^{4}-h^{4}}{H}}}                                                                                                | –     |
|                   | {\displaystyle I_{x}={\frac {1}{12}}\cdot (a^{4}-{\frac {3\pi }{16}}r^{4})}                 | {\displaystyle W_{x}={\frac {1}{6a}}\cdot (a^{4}-{\frac {3\pi }{16}}d^{4})}                                                                                                | –     |
|                   | {\displaystyle I_{x}={{\frac {6b^{2}+6bb_{1}+b_{1}^{2}}{36(2b+b_{1})}}\cdot h^{3}}}         | {\displaystyle W_{x1}={{\frac {6b^{2}+6bb_{1}+b_{1}^{2}}{12(3b+2b_{1})}}\cdot h^{2}}} {\displaystyle W_{x2}={{\frac {6b^{2}+6bb_{1}+b_{1}^{2}}{12(3b+b_{1})}}\cdot h^{2}}} | –     |
|                   | {\displaystyle I_{x}={\frac {bh^{3}}{12}}} {\displaystyle I_{y}={\frac {b^{3}h}{12}}}       | {\displaystyle W_{x}={\frac {bh^{2}}{6}}} {\displaystyle W_{y}={\frac {hb^{2}}{6}}}                                                                                        | –     |
|                   | {\displaystyle I_{x}={\frac {5{\sqrt {3}}}{16}}\cdot R^{4}}                                 | {\displaystyle W_{x}={\frac {5{\sqrt {3}}}{16}}\cdot R^{3}} | –     |
|                   | {\displaystyle I_{x}={\frac {5{\sqrt {3}}}{16}}\cdot R^{4}}                                 | {\displaystyle W_{x}={\frac {5}{8}}\cdot R^{3}} | –     |
|                   | {\displaystyle I_{x}={\frac {BH^{3}-bh^{3}}{12}}}                                           | {\displaystyle W_{x}={\frac {BH^{3}-bh^{3}}{6H}}} | –     |
|                   | {\displaystyle I_{x}=ab\left({\frac {2}{3}}a^{2}+ab+{\frac {2}{3}}b^{2}\right)}             | {\displaystyle W_{x}={\frac {2ab}{a+2b}}\left({\frac {2}{3}}a^{2}+ab+{\frac {2}{3}}b^{2}\right)}                                                                           | –     |
|                   | {\displaystyle I_{x}={\frac {bh^{3}}{12}}} {\displaystyle I_{xc}={\frac {bh^{3}}{36}}}      | {\displaystyle W_{x}={\frac {bh^{2}}{12}}} {\displaystyle W_{xc}={\frac {bh^{2}}{24}}}                                                                                     |       |